# Mininnguaq Kleist
Mininnguaq Kleist (* 27. Juli 1973 in Nuuk) ist ein grönländischer Beamter, Diplomat und ehemaliger Badmintonspieler.

## Leben
Mininnguaq Kleist ist der Sohn des Beamten Kaj Kleist (* 1943) und seiner Frau Else Hansen (* 1950). Sein jüngerer Bruder ist der Filmemacher Malik Kleist (* 1977). 2014 heiratete er die Archäologin Mari Kleist (* 1974).
Er schloss 2004 ein Kandidatstudium der Philosophie an der Universität Aarhus ab. Von 2005 bis 2007 war er als Sekretär im Folketing tätig. Von 2007 bis 2009 war er Departementschef des grönländischen Premierministers. Anschließend war er drei Jahre Bürochef im Außenministerium und danach Departementschef des Außenministeriums. Von 2013 bis 2016 war er Direktor des Premierministers. 2016 wurde er der grönländische Repräsentant bei der Europäischen Union. 2021 wurde er wieder zum Departementschef im grönländischen Außenministerium ernannt.

## Sportliche Erfolge
Mininnguaq Kleist ist ehemaliger Badmintonspieler. Er gewann in Grönland drei Juniorentitel, bevor er 2003 erstmals bei den Erwachsenen erfolgreich war. Sechs weitere Titelgewinne folgten bis 2011.
| Veranstaltung                              | Disziplin    | Platz | Name                                  |
| ------------------------------------------ | ------------ | ----- | ------------------------------------- |
| Grönländische Juniorenmeisterschaften 1990 | Herreneinzel | 1     | Mininnguaq Kleist                     |
| Grönländische Juniorenmeisterschaften 1990 | Herrendoppel | 1     | Mininnguaq Kleist / Kristian Hougård  |
| Grönländische Juniorenmeisterschaften 1990 | Mixed        | 1     | Mininnguaq Kleist / Else Høegh Møller |
| Island Games 2001                          | Herreneinzel | 3     | Mininnguaq Kleist                     |
| Island Games 2001                          | Herrendoppel | 3     | Mininnguaq Kleist / Michael Kleist    |
| Grönländische Meisterschaft 2003           | Herreneinzel | 1     | Mininnguaq Kleist                     |
| Island Games 2003                          | Herreneinzel | 3     | Mininnguaq Kleist                     |
| Island Games 2003                          | Herrendoppel | 3     | Mininnguaq Kleist / Tom Stilling      |
| Grönländische Meisterschaft 2004           | Herreneinzel | 1     | Mininnguaq Kleist                     |
| Grönländische Meisterschaft 2008           | Herrendoppel | 1     | Mininnguaq Kleist / Frederik Elsner   |
| Grönländische Meisterschaft 2009           | Herrendoppel | 1     | Mininnguaq Kleist / Frederik Elsner   |
| Island Games 2009                          | Herrendoppel | 2     | Mininnguaq Kleist / Frederik Elsner   |
| Grönländische Meisterschaft 2010           | Herrendoppel | 1     | Mininnguaq Kleist / Frederik Elsner   |
| Grönländische Meisterschaft 2011           | Herrendoppel | 1     | Mininnguaq Kleist / Frederik Elsner   |
| Grönländische Meisterschaft 2011           | Mixed        | 1     | Mininnguaq Kleist / Susanne Wahlbom   |
| Grönländische Meisterschaft 2012           | Herrendoppel | 1     | Mininnguaq Kleist / Frederik Elsner   |